# Ven med vilde dyr
|  | Denne artikel er oprettet af botten PalnaBot ud fra en ekstern database. Den kan derfor have sproglige fejl eller mangler. Denne skabelon kan fjernes efter kontrol af indholdet. |

Ven med vilde dyr er en børnefilm fra 1970 instrueret af Flemming la Cour, Anders Odsbjerg efter manuskript af Anders Odsbjerg, Flemming la Cour.

## Handling
En af Zoologisk Haves dyrepassere, P. Andreasen, passer havens rovdyr. Hans daglige arbejdsdag følges.